# ماغنوس سفينسون (لاعب هوكي الجليد)
ماغنوس سفينسون (بالسويدية: Magnus Svensson)‏ هو لاعب هوكي الجليد سويدي، ولد في 1 مارس 1963 في Tranås Municipality ‏ في السويد.

## وصلات خارجية
- ماغنوس سفينسون على موقع دوري الهوكي الوطني (الإنجليزية)
- ماغنوس سفينسون على موقع EliteProspects.com (الإنجليزية)
- ماغنوس سفينسون على موقع Eurohockey.com (الإنجليزية)
- ماغنوس سفينسون على موقع HockeyDB.com (الإنجليزية)
- ماغنوس سفينسون على موقع Hockey-Reference.com (الإنجليزية)
- ماغنوس سفينسون على موقع أوليمبيديا (الإنجليزية)
- ماغنوس سفينسون على موقع اللجنة الأولمبية السويدية (السويدية)